# Sechstagerennen von Maastricht
Das Sechstagerennen von Maastricht war ein Wettbewerb im Bahnradsport in der niederländischen Stadt Maastricht. Das Sechstagerennen wurde im Dezember 1976 zum ersten Mal veranstaltet und fand bis 1987 jährlich statt. Es hatte dreizehn Ausgaben.

## Geschichte
Das Sechstagerennen fand in der Eurohal Maastricht auf einer Holzbahn statt, die jeweils für das Rennen eingebaut wurde. Die Halle bot Platz für rund 3000 Zuschauer. Das Rennen 2006 wurde auf dem Messegelände MECC Maastricht ausgetragen. Initiator des Rennens war der General Manager der Eurohal Maastricht Dr. Jan Huynen.

## Palmarès
| Jahr | Sieger                         |
| ---- | ------------------------------ |
| 1976 | Graeme Gilmore – Patrick Sercu |
| 1977 | Eddy Merckx – Patrick Sercu    |
| 1978 | Gerrie Knetemann – René Pijnen |
| 1979 | Donald Allan – Danny Clark     |
| 1980 | Gerrie Knetemann – René Pijnen |
| 1981 | Ad Wijnands – René Pijnen      |
| 1982 | Ad Wijnands – René Pijnen      |
| 1983 | Albert Fritz – Dietrich Thurau |
| 1984 | René Pijnen – Danny Clark      |
| 1985 | Tony Doyle – Danny Clark       |
| 1986 | Dietrich Thurau – René Pijnen  |
| 1987 | Tony Doyle – Danny Clark       |
| 2006 | Franco Marvulli – Bruno Risi   |